# تبدیل هیلبرت
در ریاضیات، تبدیل هیلبرت، عملگری خطی است که بر تابعی همچون (u(t عمل کرده و [(H[u(t را نتیجه می‌دهد. این تبدیل به افتخار دیوید هیلبرت تبدیل هیلبرت نامیده شد. هیلبرت برای اولین بار از این تبدیل برای حل حالت خاصی از مسئله ریمن−هیلبرت استفاده کرد. در پردازش سیگنال از تبدیل هیلبرت برای یافتن سیگنال تحلیلی یک سیگنال استفاده می‌شود.

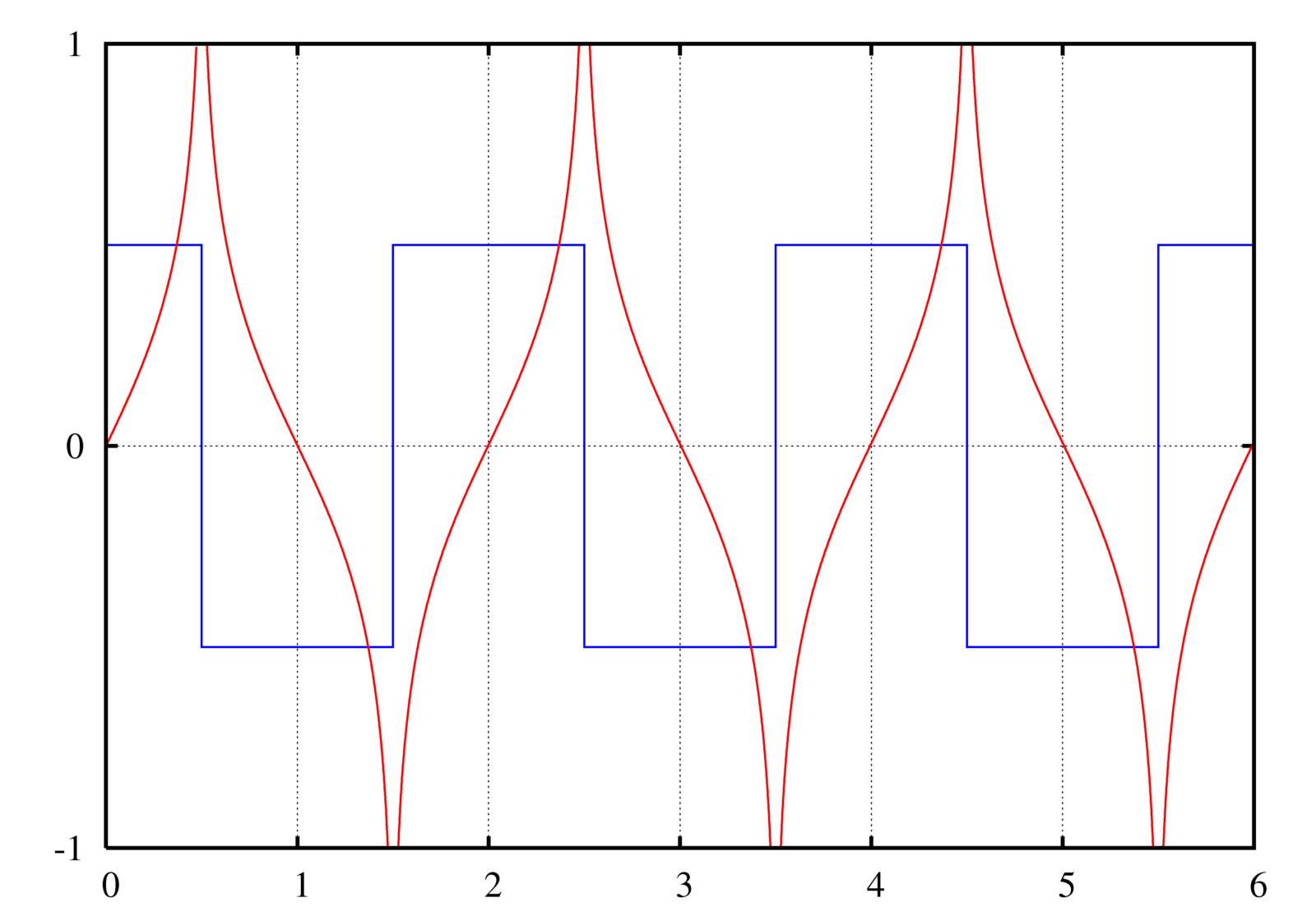
تبدیل هیلبرت (قرمز) موج مربعی (آبی)

## تبدیل هیلبرت توابع منتخب
| سیگنال {\displaystyle u(t)\,}                 | تبدیل هیلبرت۲ {\displaystyle H(u)(t)\,}                                              |
| --------------------------------------------- | ------------------------------------------------------------------------------------ |
| {\displaystyle \sin(t)\,} ۱                   | {\displaystyle -\cos(t)\,}                                                           |
| {\displaystyle \cos(t)\,} ۱                   | {\displaystyle \sin(t)\,}                                                            |
| {\displaystyle 1 \over t^{2}+1}               | {\displaystyle t \over t^{2}+1}                                                      |
| تابع سینک {\displaystyle \sin(t) \over t}     | {\displaystyle 1-\cos(t) \over t}                                                    |
| تابع مستطیلی {\displaystyle \sqcap (t)}       | {\displaystyle {1 \over \pi }\ln \left\|{t+{1 \over 2} \over t-{1 \over 2}}\right\|} |
| تابع دلتای دیراک {\displaystyle \delta (t)\,} | {\displaystyle {1 \over \pi t}}                                                      |
| تابع مشخصه {\displaystyle \chi _{[a,b]}(x)\,} | {\displaystyle {\frac {1}{\pi }}\log \left\vert {\frac {x-a}{x-b}}\right\vert \,}    |

توضیحات:
۱ تبدیل هیلبرت توابع sin و cos را می‌توان از دیدگاه توزیعی در نظر گرفت، در غیر اینصورت انتگرال مربوطه به صورت مشروط همگرا است. اما اگر حدود انتگرال به صورت تناوبی تعریف شوند مشکل به‌طور کامل حل می‌شود.
۲ در برخی از منابع تبدیل هیلبرت با اختلاف در یک علامت منفی تعریف شده‌است. در اینصورت ستون چپ در یک منفی ضرب می‌شود.